# Liste der denkmalgeschützten Objekte in Neukirchen an der Enknach
Die Liste der denkmalgeschützten Objekte in Neukirchen an der Enknach enthält die 6 denkmalgeschützten, unbeweglichen Objekte der Gemeinde Neukirchen an der Enknach im Bezirk Braunau am Inn.

## Denkmäler
| Foto |                 | Denkmal | Standort                                                | Beschreibung | Metadaten |
| ---- | --------------- | --- | ------------------------------------------------------- | --- | --- |
| ja   | Datei hochladen | Hallstattzeitliches Hügelgräberfeld HERIS-ID: 57075 Objekt-ID: 66804seit 2013                                            | Brandstattschlag Standort KG: Mitternberg               | Anmerkung: Die Koordinaten beziehen sich auf einen Punkt, an dem drei der Grundstücke zusammentreffen. | BDA-Hist.: Q38074660 Status: Bescheid Stand der BDA-Liste: 2025-06-30 Name: Hallstattzeitliches Hügelgräberfeld GstNr.: 1407/2, 1405/2, 1405/1, 1407/1 |
| ja   | Datei hochladen | K. u. K.-Schießstätte Lachforst HERIS-ID: 113344seit 2021                                                                | Lach 11 Standort KG: Mitternberg                        | | BDA-Hist.: Q107636788 Status: Bescheid Stand der BDA-Liste: 2025-06-30 Name: K. u. K.-Schießstätte Lachforst GstNr.: .109, 1419/7 K. u. K.-Schießstätte Lachforst                                                                                         |
| ja   | Datei hochladen | Gemeindeamt HERIS-ID: 52425 Objekt-ID: 59169                                                                             | Dorfplatz 1 Standort KG: Neukirchen an der Enknach      | | BDA-Hist.: Q38051256 Status: § 2a Stand der BDA-Liste: 2025-06-30 Name: Gemeindeamt GstNr.: .23 |
| ja   | Datei hochladen | Kath. Pfarrkirche Mariae Himmelfahrt mit Friedhof einschließlich Mauer und Portalanlage HERIS-ID: 52426 Objekt-ID: 59170 | Untere Hofmark Standort KG: Neukirchen an der Enknach   | Der Baubeginn dieser spätgotischen Pfarrkirche wird vor 1435 angenommen. Das Langhaus der Kirche ist eine zweischiffige Halle; der Kircheninnenraum beträgt 30 × 15 m. Die ornamentale Malerei im Kirchengewölbe wurde 1962 wieder freigelegt. Der Hochaltar stammt aus dem 3. Viertel des 17. Jhdts. und wurde 1877 durch Josef Scherfler renoviert. Die Eingangsportale sind mit gotischem Maßwerk verziert. Von außen ist die Kirche durch Strebepfeiler gegliedert, dazwischen befinden sich spitzbogige Fensteröffnungen. Der Turm an der Chornordseite ist 73 m hoch, er wurde 1898 erneuert und 2010 nochmals renoviert. | BDA-Hist.: Q23541835 Status: Bescheid Stand der BDA-Liste: 2025-06-30 Name: Kath. Pfarrkirche Mariae Himmelfahrt mit Friedhof einschließlich Mauer und Portalanlage GstNr.: 65/1, .37, 67/2, .27 Pfarrkirche Mariä Himmelfahrt, Neukirchen an der Enknach |
| ja   | Datei hochladen | Sebastianskapelle HERIS-ID: 90006 Objekt-ID: 104680                                                                      | Untere Hofmark Standort KG: Neukirchen an der Enknach   | Die Friedhofskapelle wurde 1764 aufgrund eines Gelöbnisses zu Ehren des hl. Sebastian errichtet. Sie ersetzte einen Karner von 1338. Seit 1964 wird die Kapelle als Aufbahrungshalle genutzt. | BDA-Hist.: Q37744285 Status: Bescheid Stand der BDA-Liste: 2025-06-30 Name: Sebastianskapelle GstNr.: .38 |
| ja   | Datei hochladen | Wohnhaus, ehem. Krämerhaus und Magazin HERIS-ID: 90010 Objekt-ID: 104685seit 2013                                        | Untere Hofmark 1 Standort KG: Neukirchen an der Enknach | | BDA-Hist.: Q37744324 Status: Bescheid Stand der BDA-Liste: 2025-06-30 Name: Wohnhaus, ehem. Krämerhaus und Magazin GstNr.: .36, .26, 60 Former Krämerhaus and Magazin, Neukirchen an der Enknach                                                          |